# Bruschghorn
El Bruschghorn és una muntanya dels Alps Lepontins situada a Suïssa.